# Mette-Marit, Princesa Herdeira da Noruega
Mette-Marit Tjessem Høiby (Kristiansand; 19 de agosto de 1973) é a esposa do príncipe Haakon, o herdeiro aparente do trono da Noruega.
O casal tem dois filhos, a Princesa Ingrid Alexandra e o Príncipe Sverre Magnus, que ocupam, respectivamente, o segundo e o terceiro lugar na linha de sucessão do trono da Noruega, mas Mette-Marit também já tinha outro filho antes de casar.
Em outubro de 2018 ela foi diagnosticada com fibrose pulmonar, após anos sofrendo de problemas de saúde desconhecidos.

## Biografia

### Família
Mette-Marit nasceu a 19 de agosto de 1973, em Kristiansand, Vest-Agder, Noruega, sendo a filha mais nova de Sven Høiby, um jornalista já falecido, e Marit Tjesen, que era bancária. Ela tem uma irmã e dois irmãos mais velhos.
Os pais da princesa separaram-se em 1984 e, após o divórcio, Mette morou com a mãe, que casou-se depois com o engenheiro Rolf Bermt, falecido em 2008. Em 2005, seu pai casou-se com a ex-stripper Renate Barsgård, que exigiu o divórcio três meses depois, tendo Sven se recusado a assinar os papéis.
Mette-Marit cresceu em Kristiansand, na parte sul da Noruega. Ela passou muitos fins de semana e feriados no vale do Setesdal, à beira-mar, onde aprendeu a velejar. Durante a juventude era ativa no clube Slettheia, onde era líder de torcida. Jogava vôlei, qualificando-se como juíza e treinadora.
Em meados dos anos 1990, então uma "jovem rebelde", segundo o portal da revista espanhola Bekia, Mette conheceu Morten Borg, que viria a ser o pai de seu primeiro filho, Marius Borg. Morten foi posteriormente preso por posse de drogas.
Em 2011, se meio-irmão, Trond Berntsen - pelo casamento de sua mãe com Berntsen - morreu durante os atentados em Oslo e Utøya.

### Educação
No final de seu primeiro ano na escola Oddernes, em Kristiansand, Mette-Marit passou seis meses, como intercambista, em Wangarrata, no estado de Vitória, Austrália. Mais tarde, ela foi matriculada em Kristiansand Katedralskole, em cujos exames finais passou no ano de 1994. Depois de mais uma parada em seus estudos, Mette-Marit foi para a escola privada de Bjørknes e, em 1997, prestou o examen philosophicum da Universidade de Agder.
Mais tarde, já como princesa da Noruega, estudou Ética na Faculdade de Ciências Sociais e Humanidades da Universidade de Oslo. Em 2003, fez cursos na Escola de Estudos Orientais e Africanos da Universidade de Londres, onde fez exames em Experiência de Desenvolvimento, Teorias de Desenvolvimento, HIV/AIDS e Desenvolvimento e A Crise Global de Refugiados. A princesa também passou três meses como observadora na Agência Norueguesa de Cooperação para o Desenvolvimento (Norad), onde se concentrou em questões de HIV/AIDS. No outono de 2008, Mette começou a estudar meio período na BI Norwegian School of Management em Oslo, onde concluiu seu Mestrado em Administração em 2012, reporta a Casa Real no perfil oficial da Princesa.

### Vida profissional
Antes de conhecer Haakon, em paralelo aos seus estudos, Mette trabalhou como garçonete, modelo, na colheita de morangos e como aprendiz de jornalista. Como garçonete, trabalhou por um ano no café Engebret, em Oslo.

### Saúde
Em 2018, a Casa Real anunciou que a princesa sofria de fibrose pulmonar e que devido a isto ela teria uma agenda limitada, apenas atendendo atividades conforme seu estado de saúde permitisse. Poucos meses antes, ela também havia passado por uma cirurgia.

### Controvérsias
Nos anos 1990, quando passava um temporada na Índia, ela foi encontrada desmaiada em frente ao consulado da Noruega, tendo sido deportada. Segundo a revista Bekia, ela era então uma jovem rebelde. Foi também nesta época em que passou a frequentar locais onde se consumia álcool e drogas, relata a revista, e onde conheceu Morten Borg, que viria a ser o pai de seu primeiro filho, Marius, e que chegou a ser preso por posse de drogas.  Segundo a Bekia também, "enquanto estava grávida dele, Mette-Marit se tornou uma das participantes de um reality show nacional para encontrar um parceiro chamado "A casa do prazer".
Em 2012 ela causou polêmica por ajudar um casal norueguês gay -  um dos parceiros trabalhava na Fundação de Mette-Marit e Haakon - na contratação de serviços de barriga de aluguel na Índia, apesar de a barriga de aluguel ser proibida na Noruega, tendo sido criticada por grupos de direitos das mulheres por participar do tráfico humano que explora as mulheres nos países em desenvolvimento. "Armada com um passaporte diplomático, que lhe dava acesso imediato, a futura rainha embarcou em um avião (...) escreveu a Reuters, ainda reportando que Mette posteriormente disse que o fato de ter ajudado o casal não significava "tomar um lado". No ano seguinte, a prática da barriga de aluguel foi proibida na Índia, enquadrada como forma de tráfico humano e prejudicial a mulheres e crianças.
Em 2019, ela atraiu controvérsia novamente, desta ver por sua amizade com o criminoso sexual Jeffrey Epstein, tendo ela o encontrado várias vezes entre 2011 e 2013, mesmo pós sua condenação por tráfico sexual de menores em 2008. O príncipe herdeiro Haakon, inclusive, conheceu Epstein durante uma dessas ocasiões, enquanto o casal estava de férias em São Bartolomeu. Sua amizade com Epstein foi revelada pela mídia norueguesa no contexto do escândalo envolvendo o príncipe Andrew, duque de York, que naquele ano renunciou a todos os cargos públicos por seus laços de longa data com o criminoso e alegações de abuso sexual. Em um comunicado, Mette-Marit falou de seu arrependimento por não ter investigado o passado de Epstein e posteriormente o chefe de comunicações do Palácio Real, Guri Varpe, afirmou que a princesa herdeira tinha encerrado qualquer contato com Epstein.

## Namoro, noivado e casamento
No final da década de 1990, ela costumava frequentar o Festival Quart, o maior festival de rock da Noruega. Em um desses eventos ela conheceu seu futuro marido, a quem foi apresentada por amigos mútuos. Quando o noivado entre o príncipe-herdeiro Haakon e Mette-Marit Høiby foi anunciado, em 1º de dezembro de 2000, muitos noruegueses sentiram que a escolha do príncipe era inadequada.
Sua primeira aparição oficial como noiva de Haakon ocorreu na cerimônia do Nobel da Paz na prefeitura de Oslo, no dia 10 de dezembro de 2000. Em uma conferência com a imprensa, o príncipe-herdeiro disse que ele e Mette-Marit estavam juntos havia um ano. A aliança que Haakon havia dado a ela era a mesma que seu avô, Olavo V, e seu pai, Haroldo V, deram a suas futuras esposas.

### Casamento
Ver também: Casamento de Haakon, Príncipe Herdeiro da Noruega e Mette-Marit
O casamento ocorreu na Catedral de Oslo, a 25 de agosto de 2001, com a presença de representantes de diversas Casas Reais, entre eles a Rainha Sofia da Espanha com o filho Príncipe Felipe; o Rei Carlos Gustavo e a Rainha Silvia  da Suécia, com os filhos Victória, Carlos Felipe e Madalena; o Rei Alberto e a Rainha Paola da Bélgica; a Rainha Margarida da Dinamarca, com o filho e herdeiro, Príncipe Frederico; o Grão-Duque Henrique de Luxemburgo e sua esposa, Maria Teresa;  o Príncipe Alberto de Mônaco; o Príncipe Edward e sua esposa, a Condessa Sophie de Wessex, entre outros.
"Eu li muitas vezes que você é uma garota comum que hoje se tornou uma princesa. Isso não tem nada a ver com a impressão que tive depois de conhecê-la. Você não é uma mulher comum, você é uma mulher excepcional. Você é forte, corajosa e hoje fez uma escolha excepcional porque está excepcionalmente apaixonada por Haakon", disse o Rei Harald, então já seu sogro, durante o banquete nupcial.
Seu vestido foi inspirado no vestido de casamento usado pela Rainha Maud, bisavó de Haakon.
Mette-Marit e Haakon tiveram dois filhos: Ingrid Alexandra, nascida em 21 de janeiro de 2004, e que no futuro será sua herdeira, e Sverre Magno, nascido em 3 de dezembro de 2005.
Marius, filho de Mette e Morten, também vice com a família, apesar de ter optado por participar o mínimo possível das atividades públicas envolvendo a Casa Real.

### Residência oficial

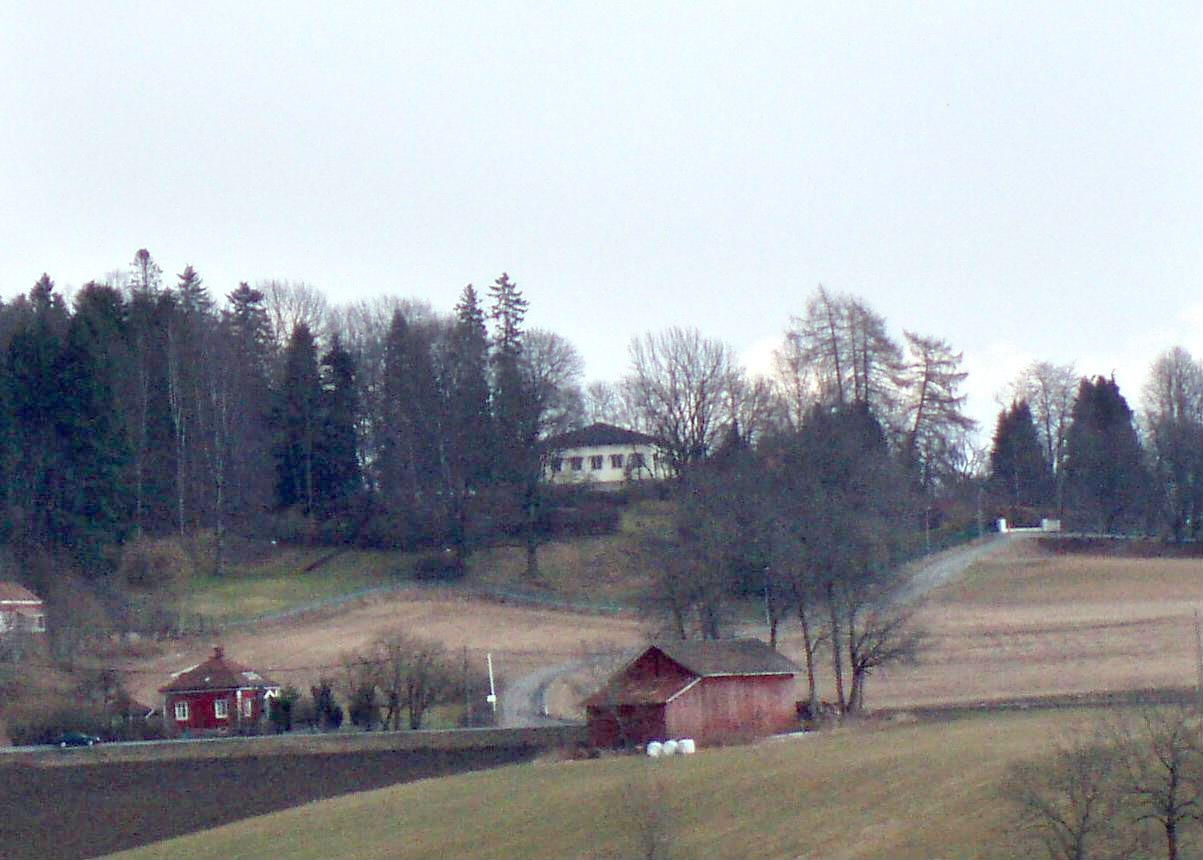
A propriedade de Skaugum, vista do oeste

O casal reside em Skaugum desde seu casamento. A propriedade está localizada na cidade de Asker, aproximadamente 15km a sudoeste de Oslo.

## Vida como princesa

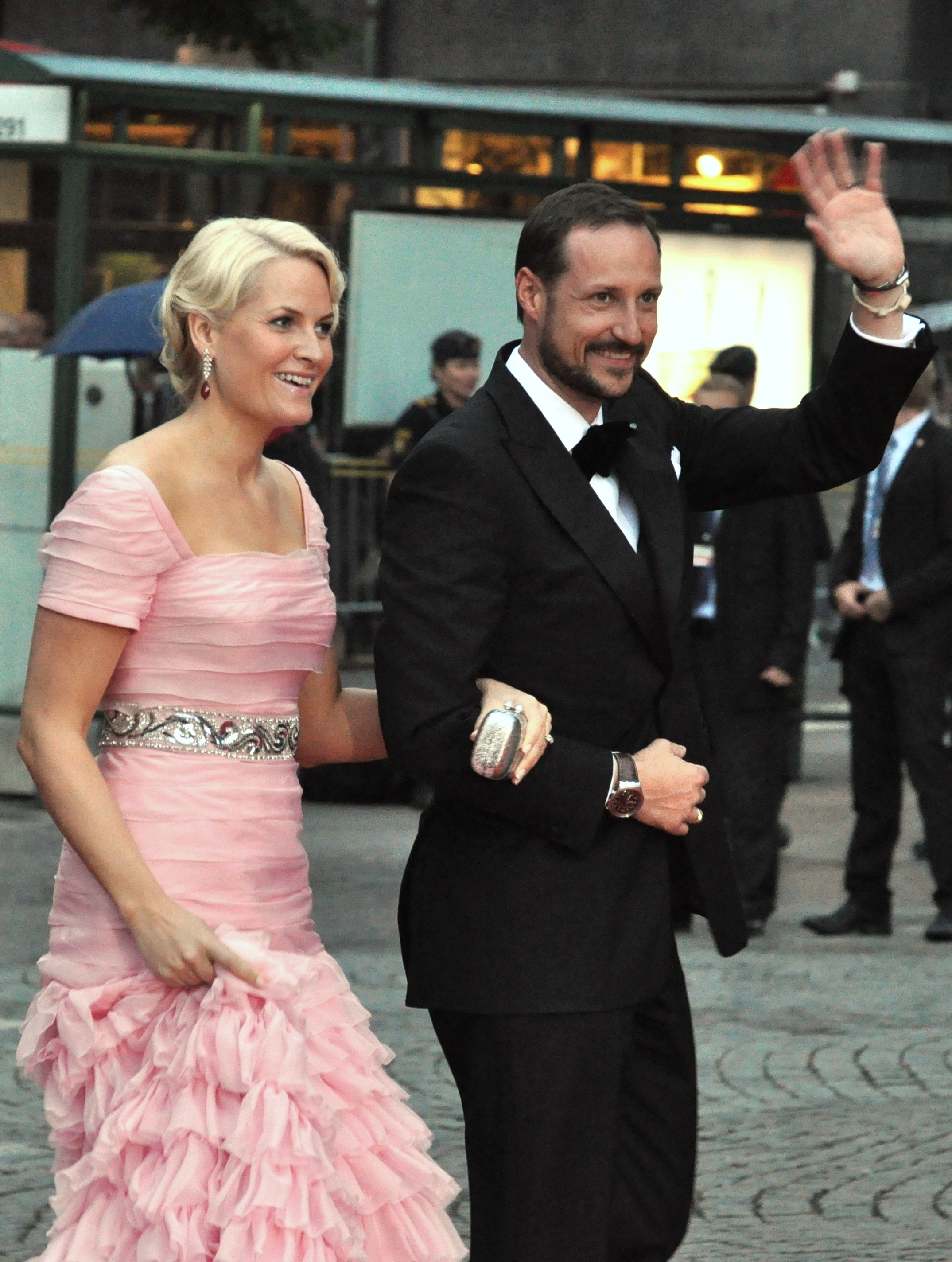
Príncipes da Noruega (2010)

Em 2001, o príncipe e a princesa criaram um fundo humanitário que visa apoiar projetos de bem-estar, educação e saúde para crianças e jovens na Noruega e no exterior.
Entre 2002 e 2003, Mette-Marit e Haakon viveram em Londres, Inglaterra, onde a princesa realizou vários cursos da Escola de Estudos Orientais e Africanos da Universidade de Londres. Depois disso, passou três meses como observadora da Agência Norueguesa de Cooperação para o Desenvolvimento (Norad), em que se concentrou em temas como VIH/SIDA.
Em abril de 2006, Mette-Marit tornou-se representante especial da UNAIDS. Em novembro de 2007, ela visitou Manágua, ao lado de Peter Piot, diretor-executivo da UNAIDS, para participar do V Congresso Centro-americano de ITS/VIH/SIDA  (CONCASIDA).
A princesa Mette-Marit interessa-se também por arte e cultura, especialmente literatura e música.

## Condecorações

Brasão de Armas

Seus títulos, honras e armas, conforme a Casa Real, são: 

Monograma real

### Títulos
- 19 de agosto de 1973 - 25 de agosto de 2001: Senhorita Mette-Marit Tjessem Høiby
- 25 de agosto de 2001 - Presente: Sua Alteza Real a Princesa Herdeira da Noruega[19]

### Honras

#### Honras Nacionais
- Noruega: Grã-Cruz com Colar da Ordem de Santo Olavo[20]
- Noruega: Medalha do Centenário da Casa Real Norueguesa[20]
- Noruega: Medalha do Centenário do Rei Olavo V da Noruega[20]
- Noruega: Medalha do Jubileu de Prata do Rei Haroldo V da Noruega[20][21]
- Noruega: Dama da Ordem da Família Real do Rei Haroldo V da Noruega[20]

#### Honras Estrangeiras
- Áustria: Condecoração em Ouro com faixa da Condecoração de Honra por Serviços à República da Áustria[22]
- Brasil: Grã-Cruz da Ordem Nacional do Cruzeiro do Sul[23]
- Bulgária: Grã-Cruz da Ordem de Stara Planina[20]
- Dinamarca: Dama da Ordem do Elefante[20]
- Estónia: Grã-Cruz da Ordem da Estrela Branca[20]
- Estónia: Grã-Cruz da Ordem da Cruz da Terra Mariana[20]
- Finlândia: Grã-Cruz da Ordem da Rosa Branca[20]
- Alemanha: Grã-Cruz da Ordem do Mérito da República Federal da Alemanha[20]
- Islândia: Grã-Cruz da Ordem do Falcão[20]
- Itália: Grã-Cruz com Colar da Ordem do Mérito da República Italiana[20][24]
- Japão: Grã-Cruz da Ordem da Coroa Preciosa[20]
- Letônia: Grã-Cruz da Cruz de Reconhecimento[20]
- Lituânia: Grã-Cruz da Ordem de Vytautas o Grande[20][25]
- Luxemburgo: Grã-Cruz da Ordem de Adolfo de Nassau[20]
- Países Baixos: Grã-Cruz da Ordem de Orange-Nassau[20]
- Países Baixos: Medalha de Coroação do Rei Guilherme Alexandre[20]
- Polónia: Grã-Cruz da Ordem do Mérito da República da Polônia[20]
- Portugal: Grã-Cruz da Ordem do Infante D. Henrique[26]
- Espanha: Grã-Cruz da Ordem de Isabel, a Católica[20]
- Suécia: Grã-Cruz da Ordem Real da Estrela Polar[20]

## Ancestrais
|  |                                              |  |  |  |  |  |  |  |  |  |  |  |  |  |  |  |
|  | 8. Kristian Olsen Høiby                      |  |  |  |  |  |  |  |  |  |  |  |  |  |  |  |
|  |                                              |  |  |  |  |  |  |  |  |  |  |  |  |  |  |  |
|  |                                              |  |  |  |  |  |  |  |  |  |  |  |  |  |  |  |
|  | 4. Bjarne Høiby                              |  |  |  |  |  |  |  |  |  |  |  |  |  |  |  |
|  |                                              |  |  |  |  |  |  |  |  |  |  |  |  |  |  |  |
|  |                                              |  |  |  |  |  |  |  |  |  |  |  |  |  |  |  |
|  | 9. Ellen Bjørnsdatter Serine                 |  |  |  |  |  |  |  |  |  |  |  |  |  |  |  |
|  |                                              |  |  |  |  |  |  |  |  |  |  |  |  |  |  |  |
|  |                                              |  |  |  |  |  |  |  |  |  |  |  |  |  |  |  |
|  | 2. Sven Olaf Bjarne Høiby                    |  |  |  |  |  |  |  |  |  |  |  |  |  |  |  |
|  |                                              |  |  |  |  |  |  |  |  |  |  |  |  |  |  |  |
|  |                                              |  |  |  |  |  |  |  |  |  |  |  |  |  |  |  |
|  | 10. Osmund Salvesen Tvedt                    |  |  |  |  |  |  |  |  |  |  |  |  |  |  |  |
|  |                                              |  |  |  |  |  |  |  |  |  |  |  |  |  |  |  |
|  |                                              |  |  |  |  |  |  |  |  |  |  |  |  |  |  |  |
|  | 5. Ingrid Andrea Tvedt                       |  |  |  |  |  |  |  |  |  |  |  |  |  |  |  |
|  |                                              |  |  |  |  |  |  |  |  |  |  |  |  |  |  |  |
|  |                                              |  |  |  |  |  |  |  |  |  |  |  |  |  |  |  |
|  | 11. Amalie Kathrine Schølberg                |  |  |  |  |  |  |  |  |  |  |  |  |  |  |  |
|  |                                              |  |  |  |  |  |  |  |  |  |  |  |  |  |  |  |
|  |                                              |  |  |  |  |  |  |  |  |  |  |  |  |  |  |  |
|  | 1. Mette-Marit, Princesa Herdeira da Noruega |  |  |  |  |  |  |  |  |  |  |  |  |  |  |  |
|  |                                              |  |  |  |  |  |  |  |  |  |  |  |  |  |  |  |
|  |                                              |  |  |  |  |  |  |  |  |  |  |  |  |  |  |  |
|  | 12. Johannes Samuelson Tjessem               |  |  |  |  |  |  |  |  |  |  |  |  |  |  |  |
|  |                                              |  |  |  |  |  |  |  |  |  |  |  |  |  |  |  |
|  |                                              |  |  |  |  |  |  |  |  |  |  |  |  |  |  |  |
|  | 6. Sverre Tjessem                            |  |  |  |  |  |  |  |  |  |  |  |  |  |  |  |
|  |                                              |  |  |  |  |  |  |  |  |  |  |  |  |  |  |  |
|  |                                              |  |  |  |  |  |  |  |  |  |  |  |  |  |  |  |
|  | 13. Elisabet Tollaksdatter Mysse             |  |  |  |  |  |  |  |  |  |  |  |  |  |  |  |
|  |                                              |  |  |  |  |  |  |  |  |  |  |  |  |  |  |  |
|  |                                              |  |  |  |  |  |  |  |  |  |  |  |  |  |  |  |
|  | 3. Marit Tjessem                             |  |  |  |  |  |  |  |  |  |  |  |  |  |  |  |
|  |                                              |  |  |  |  |  |  |  |  |  |  |  |  |  |  |  |
|  |                                              |  |  |  |  |  |  |  |  |  |  |  |  |  |  |  |
|  | 14. Tormod Torsteinsen Fosso                 |  |  |  |  |  |  |  |  |  |  |  |  |  |  |  |
|  |                                              |  |  |  |  |  |  |  |  |  |  |  |  |  |  |  |
|  |                                              |  |  |  |  |  |  |  |  |  |  |  |  |  |  |  |
|  | 7. Brita Tormodsdatter Fosso                 |  |  |  |  |  |  |  |  |  |  |  |  |  |  |  |
|  |                                              |  |  |  |  |  |  |  |  |  |  |  |  |  |  |  |
|  |                                              |  |  |  |  |  |  |  |  |  |  |  |  |  |  |  |
|  | 15. Eli Olafsdatter Kjosås                   |  |  |  |  |  |  |  |  |  |  |  |  |  |  |  |
|  |                                              |  |  |  |  |  |  |  |  |  |  |  |  |  |  |  |
|  |                                              |  |  |  |  |  |  |  |  |  |  |  |  |  |  |  |